# Blodhemn
Blodhemn ist das vierte Studioalbum der norwegischen Viking-Metal-Band Enslaved. Es erschien 1998 bei Osmose Productions. Neben mehreren Wiederveröffentlichungen erschien es 2009 als Teil einer von Viva Hate Records veröffentlichten Holzbox zusammen mit der Demoaufnahme Yggdrasill und den Alben Frost, Eld, Mardraum: Beyond the Within, Monumension und Below the Lights.

## Titelliste
1. Intro. ”Audhumla; Birth of the Worlds” – 01:11
2. I Lenker Til Ragnarok (In Chains Until Ragnarok) – 05:38 (Text: Kjellson; Musik: Bjørnson)
3. Urtical Gods – 03:19 (Text: Dirge Rep; Musik: Bjørnson)
4. Ansuz Astral – 04:54 (Text: Bjørnson; Musik: Bjørnson, R. Kronheim)
5. Nidingaslakt – 03:22 (Text: Kjellson; Musik: R. Kronheim)
6. Eit Auga Til Mimir (An Eye for Mimir) – 04:24 (Text: R. Kronheim, Kjellson, Dirge Rep; Musik: Kjellson)
7. Blodhemn (Vengeance in Blood) – 05:32 (Text: Kjellson; Musik: Bjørnson, R. Kronheim)
8. Brisinghamen – 03:30 (Text: Kjellson; Musik: R. Kronheim, Bjørnson)
9. Suttungs Mjød (Suttungs Mead) incl. Outro ”Perkulator” – 07:47 (Text: Trad.; Musik: Bjørnson, Kjellson)

## Musikstil und Texte
Wie die vorigen Alben, ist auch Blodhemn vom skandinavischen Black Metal beeinflusst und klingt laut Eduardo Rivadavia von Allmusic zunächst schwärzer als die vorigen Alben; durch die generell kürzeren Lieder und den saubereren, komprimierteren Klang wirkt das Album ihm zufolge „schwedischer“ als die Vorgänger, allerdings weist das Album den für Enslaved typischen Hang zum Experimentieren auf. Während der Vorgänger Eld epischer mit zunehmendem Einsatz melodischen Gesangs und atmosphärischer Keyboards war und zu Bathorys Hammerheart tendierte, geht Blodhemn mit kürzeren, schnelleren, härteren und laut Paul Schwarz von Chronicles of Chaos „vitriolischeren“ Liedern, die sich stärker am traditionellen Black Metal orientieren, in die umgekehrte Richtung. Für black-metal-beeinflusste Musik sind Urtical Gods und Nidingaslakt von ihrer Struktur her sehr rock-’n’-roll-lastig. Ansuz Astral enthält eine psychedelische/elektronische Überleitung. I Lenker Til Ragnarok ist im Beiheft mit der Klammerbemerkung Loke - del II versehen, womit es eine Fortsetzung des Lieds Loke von ihrem zweiten Album Frost ist.

## Rezeption
Laut Rivadavia nutzte die Band die Jahrtausendwende, um mit Blodhemn das aus stilistischer Sicht erste Kapitel ihrer Karriere zu schließen; ab dem Nachfolger Mardraum: Beyond the Within von 2000 habe Enslaved den eigenen Klang mit jeder Veröffentlichung signifikant transformiert. Dunkle Hymnen wie Eit Auga Til Mimir, Suttungs Mjød und das Titellied seien „neue Triumphe“. Blodhemn sei ein „weiterer siegreicher Schritt in Enslaveds langer und unendlicher musikalischer Evolution“. Schwarz bezeichnete Enslaved als „eine der wenigen Bands, die klever genug sind, Emperor erfolgreich herauszufordern“. Für ihn sei der Stilwechsel gegenüber Eld anfangs ein „unwillkommener Schritt zurück“ gewesen, er habe jedoch festgestellt, dass Enslaved immer noch ein musikalisches Ziel habe, das so interessant wie immer sei. Er lobte das Talent von Dirge Rep und betonte, die Band habe die vielen Elemente, die Eld brillant gemacht hätten, nicht aufgegeben. Der Stil sei brutaler und konziser geworden, und er habe seit Emperors Anthems to the Welkin at Dusk kein Album mehr gehört, das Brutalität und Atmosphäre so gut vermische; gegenüber diesem habe es außerdem einen kräftigeren Klang.